# Micromus perezaballosi
Micromus perezaballosi is een insect uit de familie van de bruine gaasvliegen (Hemerobiidae), die tot de orde netvleugeligen (Neuroptera) behoort. 
Micromus perezaballosi is voor het eerst wetenschappelijk beschreven door Monserrat in 1993.